# (159778) Bobshelton
(159778) Bobshelton est un astéroïde de la ceinture principale.

## Description
(159778) Bobshelton est un astéroïde de la ceinture principale. Il fut découvert le 24 juin 2003 à l'Observatoire Junk Bond par David Healy. Il présente une orbite caractérisée par un demi-grand axe de 2,45 UA, une excentricité de 0,20 et une inclinaison de 1,6° par rapport à l'écliptique.

## Compléments